# Tanatologia

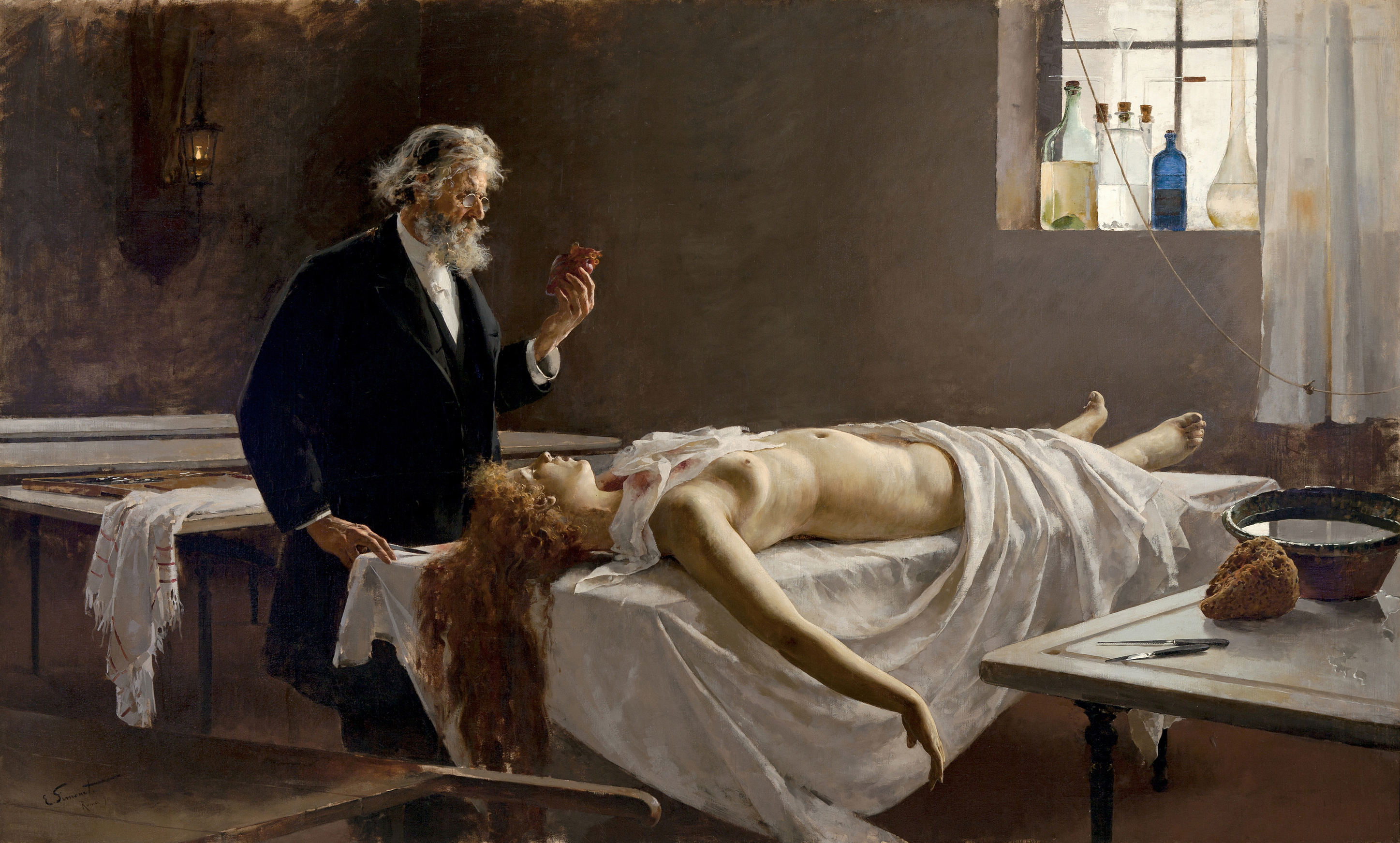
Autopsia (1890) por Enrique Simonet.

Tanatologia é o estudo científico da morte. Ele investiga os mecanismos e aspectos forenses da morte, tais como mudanças corporais que acompanham o período após a morte, bem como os aspectos sociais e legais mais amplos. É, principalmente, um estudo interdisciplinar.
A palavra é derivada de Tânato (em grego, θάνατος: "morte"), deus da mitologia grega que personificava a morte, mais o sufixo "logia", que deriva do grego legein (Λογια: "falar") e significa estudo.
O estudo da morte tem vários ramos e aplicações, atualmente vem se destacando na área policial e jurídica, com os trabalhos do tanatologista policial e do médico legista, que vem ganhando mais notoriedade na atualidade por conta dos casos de homicídios de grande repercussão que esta ciência vem ajudando a desvendar.
O termo Tanatologista Policial é um conceito moderno e pouco conhecido, mas que vem ganhando força devido a especialização desses profissionais, grandes aliados dos médicos legistas.

## Tanatologista Policial
Tanatologista Policial é o profissional de nível superior com formação em qualquer área de conhecimento, aprovado em concurso público para integrar o quadro de carreiras da polícia judiciária. Este é responsável dentre outras atribuições, por breve observação do local da morte e cena do crime, das condições em
que se encontra o cadáver, breve apontamento das informações acerca das circunstâncias da morte, pelo transporte e guarda do corpo do local da morte até o Instituto de Medicina Legal, recebimento e guarda do cadáver no laboratório de tanatologia e consequente realização do exame tanatológico “necroscópico”, sob supervisão direta do Médico Perito Legista. É papel também, do Tanatologista Policial, estabelecer um canal de ligação, repassando fotografias e informações coletadas através das oitivas realizadas a terceiros no local da morte e cena do crime ao Médico Perito Legista. Para que este possa compreender amplamente a dinâmica dos fatos. Contribuindo por sua vez com a confecção de um laudo pericial mais fidedigno.
No Instituto Médico Legal ele é o responsável por corroborar com o Médico Perito Legista na identificação da causa de morte, executando atividades complementares na área de anátomo-patologia, abrangendo a realização de necropsia, dissecação e exumação de cadáveres, sob a supervisão direta do Médico Perito Legista.

## Tanatologia médico-legal
A tanatologia médico-legal é a parte da Medicina Legal que estuda a morte, ou melhor, as suas causas, debruçando-se para tanto, sobre o morto, e as suas repercussões na esfera jurídico-social. O entendimento de que o cadáver guarda valiosas informações sobre sua morte, tais como causa, momento, circunstância e, até mesmo, motivação e autoria, é fundamento para a tanatologia médico-legal, visível no ditado "o cadáver fala". Um dos objetivos principais da tanatologia médico-legal, portanto, é estabelecer o diagnóstico da causa da morte, que no campo jurídico busca a determinação das hipóteses de homicídio, suicídio ou acidente. O médico-legista realiza este estudo detalhado e atento de "leitura" do cadáver por meio da autópsia. Porém, para uma análise certeira e confiável juridicamente, não se deve deter apenas ao exame do corpo, mas ainda ao resultado da inspeção do local de morte, realizada pela perícia criminal.

## História
Em 1903, o cientista russo Élie Metchnikoff, que era famoso por seu trabalho em microbiologia e a descoberta de fagocitose, defendeu que, sem uma atenção sistemática à morte, ciências da vida não estariam completas. Por meio desse argumento, Metchnikoff apelou à criação de uma disciplina científica dedicada ao estudo da morte. Ele argumentou que os que estavam morrendo tinham poucos ou nenhum recurso para a experiência de morrer e que um estudo acadêmico iria ajudar aqueles que enfrentam a morte a ter uma melhor compreensão do fenômeno e reduzir o medo dela.
Metchnikoff baseou suas ideias para um estudo interdisciplinar sobre o fato de que, enquanto os estudantes de medicina tiveram seus encontros obrigatórios com cadáveres por meio de estudos anatômicos, não havia quase nenhuma instrução sobre como cuidar dos moribundos, nem houve qualquer investigação sobre a morte incluída no currículo. Porque somente poucos estudiosos e educadores concordaram com Metchnikoff, o apoio que precisava para a realização de sua sugestão não se materializou ao longo de décadas.
Após a Segunda Guerra Mundial, o mundo foi assombrado com as memórias das muitas baixas. Durante aquele período de reflexão, muitos filósofos existenciais começaram a considerar as questões de vida ou morte. Um em especial foi Herman Feifel, um psicólogo americano que é considerado o pioneiro de movimentos contemporâneos relacionados ao estudo da morte. Feifel quebrou o tabu em discussões sobre a morte e o morrer com a publicação de seu livro "O significado da morte". Nesse livro, Feifel dissipa mitos detidos por cientistas e profissionais sobre a morte e a negação da sua importância para o comportamento humano. Ele ganhou grande atenção e tornou-se um clássico no novo campo, inclusive por conter contribuições de pensadores eminentes, como o psiquiatra Carl Gustav Jung, o teólogo Paul Tillich e o filósofo Herbert Marcuse. Por meio do significado da morte, Feifel foi capaz de estabelecer as bases para um campo que viria a ser conhecido como Tanatologia. O campo era para melhorar a educação sobre a morte.
No entanto, esse é apenas um dos vários livros importantes na área da Tanatologia. Outros textos importantes incluem "A experiência da morte", de Paul-Louis Landsberg; as seções sobre a temporalidade e a morte em "Ser e tempo", de Martin Heidegger; bem como obras de natureza ficcional, como "A morte de Ivan Ilitch", de Leo Tolstoi; e "As I lay dying", de William Faulkner.